# Gabriel Silva (diputado)
Gabriel Eduardo Silva Vignoli (Ciudad de Panamá, 7 de abril de 1989) es un abogado, docente universitario y político panameño, desde 2019 hasta 2024 fue diputado en la Asamblea Nacional de Panamá por el Circuito 8-3 por la libre postulación.

## Biografía
Gabriel Silva es Licenciado en Derecho y Ciencias Políticas egresado de la Universidad Católica Santa María La Antigua en 2011, donde posteriormente estudió una maestría en Docencia Universitaria y fue docente universitario. Durante sus estudios universitarios fue presidente de la Asociación de Estudiantes de Derecho y de la Federación de Estudiantes de la Universidad. Posterior a sus estudios, ocupó el cargo de gerente legal en Procter & Gamble por 5 años. 
En 2016 como becario de Beca Chevening se graduó de una maestría en Políticas Públicas en la escuela de Gobierno Blavatnik School of Government de la Universidad de Oxford en el Reino Unido. En 2017, siendo parte del Programa Fullbright, finalizó una maestría en Leyes en la Universidad de Columbia en la ciudad de Nueva York, Estados Unidos. También es un Lee Kuan Yew Senior Fellow de la Universidad Nacional de Singapur, Executive Fellow en Harvard y un Yale World Fellow.  
En febrero de 2018 anunció su precandidatura a diputado de la Asamblea Nacional de Panamá por la libre postulación. Luego de meses de recolección de firmas, cumpliendo con el número de firmas solicitadas por el Tribunal Electoral de Panamá, se convirtió oficialmente en candidato a diputado. Fue el precandidato a Diputado por la libre postulación en el circuito 8-7 con más firmas y con menos gastos. 
En las elecciones generales de Panamá de 2019 fue elegido diputado ante la Asamblea Nacional con 17,471 votos por el circuito 8-7, que corresponde a los corregimientos de Ancón, Betania, Bella Vista, Calidonia, Curundú, El Chorrillo, Pueblo Nuevo, Santa Ana y San Felipe. Fue el segundo diputado por libre postulación más votado del país. En su periodo como diputado ha presentado propuestas legislativas de anticorrupción. protransparencia, reformas educativas, salud mental, entre otros.